# Hirtodrosophila akabo
Hirtodrosophila akabo är en tvåvingeart som först beskrevs av Burla 1954.  Hirtodrosophila akabo ingår i släktet Hirtodrosophila och familjen daggflugor. Inga underarter finns listade i Catalogue of Life.